# جان لانجفان
جان لانجفان هو كاهن كاثوليكي كندي، ولد في 22 سبتمبر 1821 في مدينة كيبك في كندا، وتوفي في 26 يناير 1892.